# Резня в Корее
«Резня в Корее» — экспрессионистская картина Пабло Пикассо, законченная 18 января 1951 года. Она была написана маслом на фанере и ныне хранится в Музее Пикассо в Париже. Работа служила критикой вмешательства США в Корейскую войну. На ней может быть изображено событие, похожее на бойню у деревни Ногылли в июле 1950 года, когда неизвестное количество южнокорейских беженцев было убито американскими войсками, или бойню в Синчоне в том же году, предполагаемое массовое убийство, совершённое в Хванхэ-Намдо (Северная Корея). Так или иначе «Резня в Корее» изображает гражданских лиц, которых убивают антикоммунистические силы. Искусствовед Кирстен Ховинг Кин утверждает, что она была «вдохновлена сообщениями об американских зверствах» в Корее.
На работу Пикассо повлияла картина Франсиско Гойи «Третье мая 1808 года в Мадриде», на которой были изображены наполеоновские солдаты, казнившие испанских гражданских лиц по приказу Иоахима Мюрата. Этот же сюжет лежит в основе серии Эдуарда Мане из пяти картин, изображающих казнь императора Максимилиана, созданной в период с 1867 по 1869 год.

Франсиско Гойя «Третье мая 1808 года в Мадриде», 1814, Прадо

Как и шедевр Гойи «Резня в Корее» Пикассо отличается раздвоенной композицией, разделённой на две отдельные части. Слева находится группа обнажённых женщин и детей, стоящих у подножия братской могилы. Несколько тяжеловооружённых «рыцарей» стоят справа, также обнаженные, но оснащённые «гигантскими конечностями и твердыми мускулами, и похожие на доисторических гигантов.» Расстрельная команда настроена решительно, как и у Гойи. В картине Пикассо в отличие от Гойи, эта группа явно хаотична, что также можно отметить в изображениях бронированных солдат на рисунках и литографиях Пикассо. Это можно интерпретировать как насмешливое отношение над идиотизмом войны.
Шлемы «рыцарей» деформированы, а оружие представляет собой мешанину из орудий нападения от средневекового периода до современной эпохи; будучи не совсем ружьями или копьями, они больше всего напоминают подсвечники. Более того, ни у кого из солдат нет пенисов. Эта особенность подчёркивается беременным состоянием женщин в левой части панели. Согласно распространённой интерпретации солдаты, будучи разрушителями жизни, заменили свои пенисы оружием, тем самым кастрируя себя и лишая мир следующего поколения человеческой жизни. Наряду с «Герникой» и «Склепом» «Резня в Корее» входит в число некоторых работ Пикассо, созданных на злободневные политические темы. Имеющая размеры 1,1 на 2,1 метра «Резня в Корее» меньше чем «Герника». Однако она имеет концептуальное сходство с этой картиной, а также схожую выразительную страстность.
9 октября 2022 года, когда картина находилась в Национальной галерее Виктории в Мельбурне, два активиста из группы по защите окружающей среды Extinction Rebellion попытались приклеить свои руки к картине с помощью суперклея, но им помешало оргстекло, защищающее картину. Активисты были арестованы, но позже освобождены без предъявления обвинений.